# Swiss Music Awards 2020
La 13ª edizione degli Swiss Music Awards si è tenuta il 28 febbraio 2020 a Lucerna, Svizzera. È stata trasmessa live su SRF zwei, su RSI LA2, sul canale romando Rouge TV e su One TV dal KKL e il giorno dopo in replica sul canale ProSieben. È stata condotta da Hazel Brugger.
Le nomination sono state rese note il 30 gennaio: l'artista che ne ha ricevute di più sono risultati i Patent Ochsner con 4, seguiti da Kunz, Luca Hänni, Loredana, Gölä & Trauffer, Lewis Capaldi e Capital Bra con 2 a testa.
I grandi vincitori della serata sono stati i Patent Ochsner e Billie Eilish con 2 premi a testa. Loco Escrito ha stabilito un record vincendo in 2 edizioni consecutive nella categoria Miglior canzone nazionale. 
Gli artisti che si sono esibiti live sul palco sono stati: Loredana, Bligg & Marc Sway, Naomi Lareine, Sensu, Monet192, Lewis Capaldi, Justin Jesso ed Eliane.

## Premi[2][3]
I vincitori della categoria sono evidenziati in grassetto.

### Miglior canzone nazionale (Best Song National)
- She Got Me - Luca Hänni
- Für Immer Uf Di - Patent Ochsner
- Punto - Loco Escrito

### Miglior canzone internazionale (Best Song International)
- Shallow - Lady Gaga & Bradley Cooper
- Someone You Loved -  Lewis Capaldi
- Old Town Road - Lil Nas X

### Miglior album (Best Album)
- Büetzer Buebe - Gölä & Trauffer
- Cut Up - Patent Ochsner
- Förschi - Kunz

### Rivelazione nazionale (Best Breaking Act National)
- Loredana
- Marie-Claude Chappuis
- Stubete Gäng

### Rivelazione internazionale (Best Breaking Act International)
- Angèle
- Lewis Capaldi
- Billie Eilish

### Miglior talento (Best Talent)
- Sensu
- Monet192
- Naomi Lareine

### Miglior performance live (Best Live Act)
- Hecht
- Lo & Leduc
- Patent Ochsner

### Miglior interprete romando (Best Act Romandie)
- Muthoni Drummer Queen
- L'Eclair
- Makala

### Miglior interprete femminile (Best Female Solo Act)
- Beatrice Egli
- Loredana
- Stefanie Heinzmann

### Miglior interprete maschile (Best Male Solo Act)
- Luca Hänni
- Kunz
- Stephan Eicher

### Miglior interprete internazionale (Best Solo Act International)
- Billie Eilish
- Capital Bra
- Ed Sheeran

### Miglior gruppo nazionale (Best Group National)
- Gölä & Trauffer
- Heimweh
- Patent Ochsner

### Miglior gruppo internazionale (Best Group International)
- Rammstein
- PNL
- Capital Bra & Samra

### Artist Award
- Baze

### Jury Award (Outstanding Achievement Award)
- Stephan Eicher